# Ligne Tōkyū Meguro
La ligne Tōkyū Meguro (東急目黒線, Tōkyū Meguro-sen) est une ligne ferroviaire de la compagnie privée Tōkyū dans la région de Kantō au Japon. Elle relie la gare de Meguro à Tokyo à celle de Hiyoshi à Yokohama dans la préfecture de Kanagawa. C'est une ligne avec un fort trafic de trains de banlieue.
Sur les cartes, la ligne Meguro est de couleur bleue et les stations sont identifiées par les lettres MG suivies d'un numéro.

## Histoire
La première section de la ligne Meguro a ouvert le 11 mars 1923 entre Meguro et Maruko (actuellement station Numabe sur la ligne Tamagawa). Le 1er novembre de la même année, la ligne est prolongée jusqu'à la gare de Kamata et la ligne est renommée Ligne Mekama (contraction de Meguro et Kamata).
Le 6 août 2000, la ligne est divisée en 2 : la section Meguro - Musashi-Kosugi reprend le nom de Ligne Meguro et la section Tamagawa - Kamata devient la ligne Tamagawa. Le mois suivant, des services interconnectés avec les lignes Namboku du Tokyo Metro et Mita de la Toei sont mis en place.
Le 22 janvier 2008, la ligne est prolongée jusqu'à Hiyoshi en parallèle avec la ligne Tōyoko.
Le 18 mars 2023, l'ouverture de la ligne Tōkyū Shin-Yokohama permet l'interconnexion avec le réseau Sōtetsu.

## Caractéristiques

### Ligne
- Longueur : 11,9 km
- Ecartement : 1 067 mm
- Alimentation : 1 500 Vcc par caténaire

### Interconnexion
La ligne Meguro est interconnectée à Meguro avec les lignes Namboku et Mita de la Toei, et avec la ligne Shin-Yokohama à Hiyoshi.

### Liste des gares
La ligne comporte 13 gares, identifiées de MG01 à MG13.
| Numéro | Gare           | Nom japonais | Distance (km) | Correspondances                                                                        | Localisation | Localisation           |
| ------ | -------------- | ------------ | ------------- | -------------------------------------------------------------------------------------- | ------------ | ---------------------- |
| MG01   | Meguro         | 目黒         | 0             | Tokyo Metro : Namboku (interconnexion) Toei : Mita (interconnexion) JR East : Yamanote | Shinagawa    | Tokyo                  |
| MG02   | Fudōmae        | 不動前       | 1,0           |                                                                                        | Shinagawa    | Tokyo                  |
| MG03   | Musashi-Koyama | 武蔵小山     | 1,9           |                                                                                        | Shinagawa    | Tokyo                  |
| MG04   | Nishi-Koyama   | 西小山       | 2,6           |                                                                                        | Shinagawa    | Tokyo                  |
| MG05   | Senzoku        | 洗足         | 3,3           |                                                                                        | Meguro       | Tokyo                  |
| MG06   | Ōokayama       | 大岡山       | 4,3           | Tōkyū : Ōimachi                                                                        | Ōta          | Tokyo                  |
| MG07   | Okusawa        | 奥沢         | 5,5           |                                                                                        | Setagaya     | Tokyo                  |
| MG08   | Den-en-chōfu   | 田園調布     | 6,5           | Tōkyū : Tōyoko                                                                         | Ōta          | Tokyo                  |
| MG09   | Tamagawa       | 多摩川       | 7,3           | Tōkyū : Tamagawa                                                                       | Ōta          | Tokyo                  |
| MG10   | Shin-Maruko    | 新丸子       | 8,6           |                                                                                        | Kawasaki     | Préfecture de Kanagawa |
| MG11   | Musashi-Kosugi | 武蔵小杉     | 9,1           | JR East : Nambu, Shōnan-Shinjuku, Yokosuka                                             | Kawasaki     | Préfecture de Kanagawa |
| MG12   | Motosumiyoshi  | 元住吉       | 10,4          |                                                                                        | Kawasaki     | Préfecture de Kanagawa |
| MG13   | Hiyoshi        | 日吉         | 11,9          | Tōkyū : Tōyoko, Shin-Yokohama (interconnexion) Métro de Yokohama : ligne verte         | Yokohama     | Préfecture de Kanagawa |

## Matériel roulant
La ligne Meguro est parcourue par les trains des compagnes Tōkyū, Tokyo Metro, Toei et Saitama Railway Corporation :

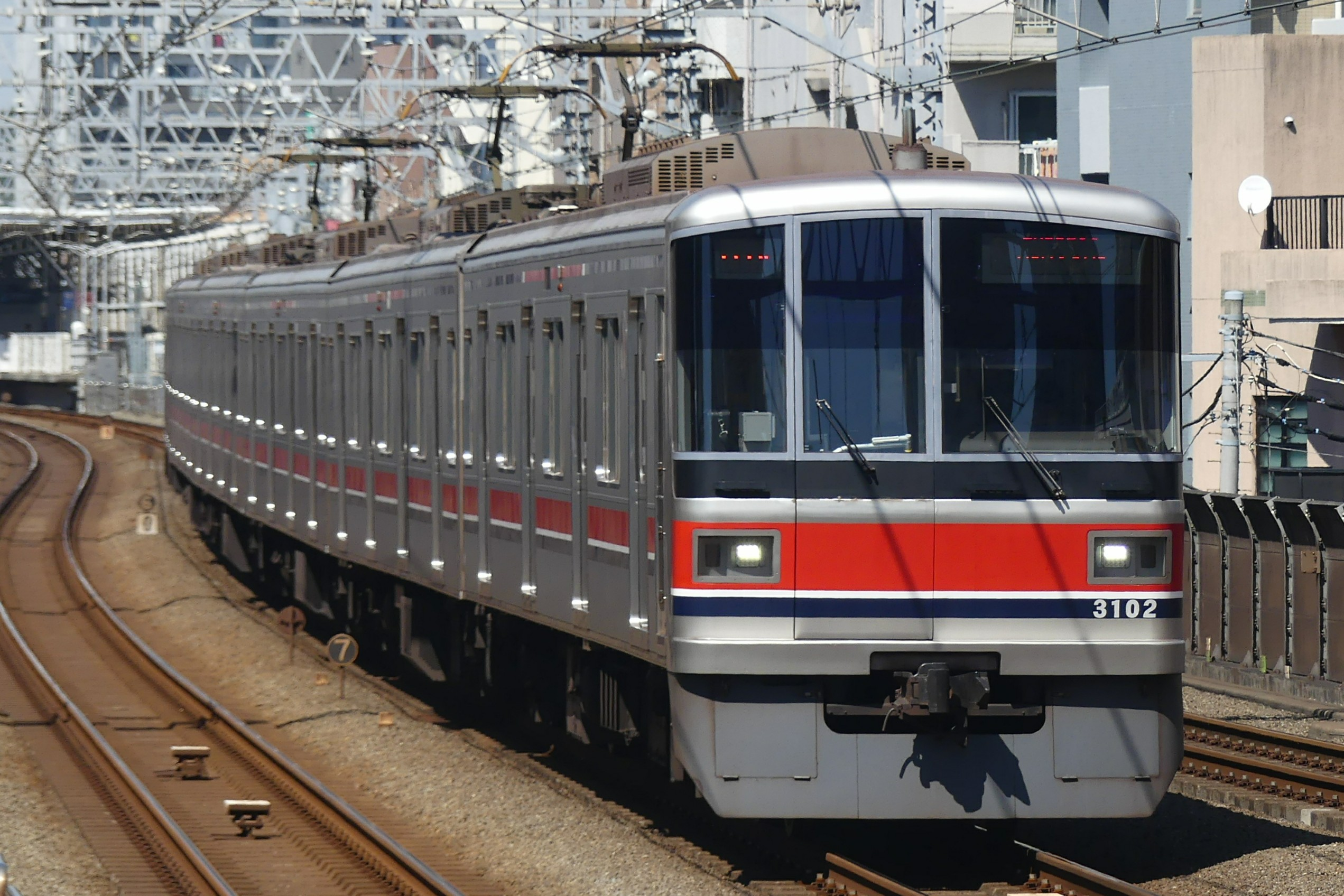
Tōkyū série 3000
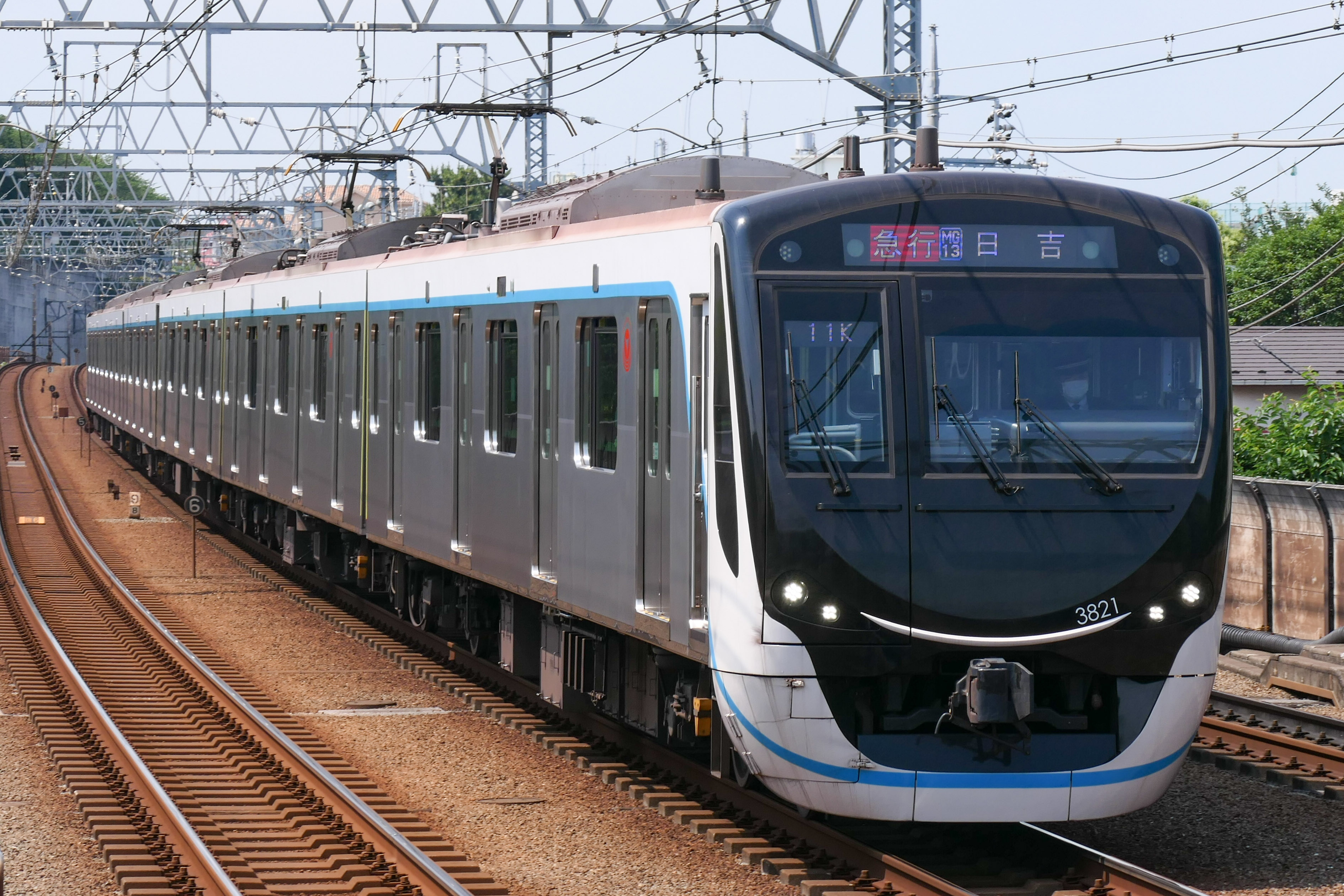
Tōkyū série 3020
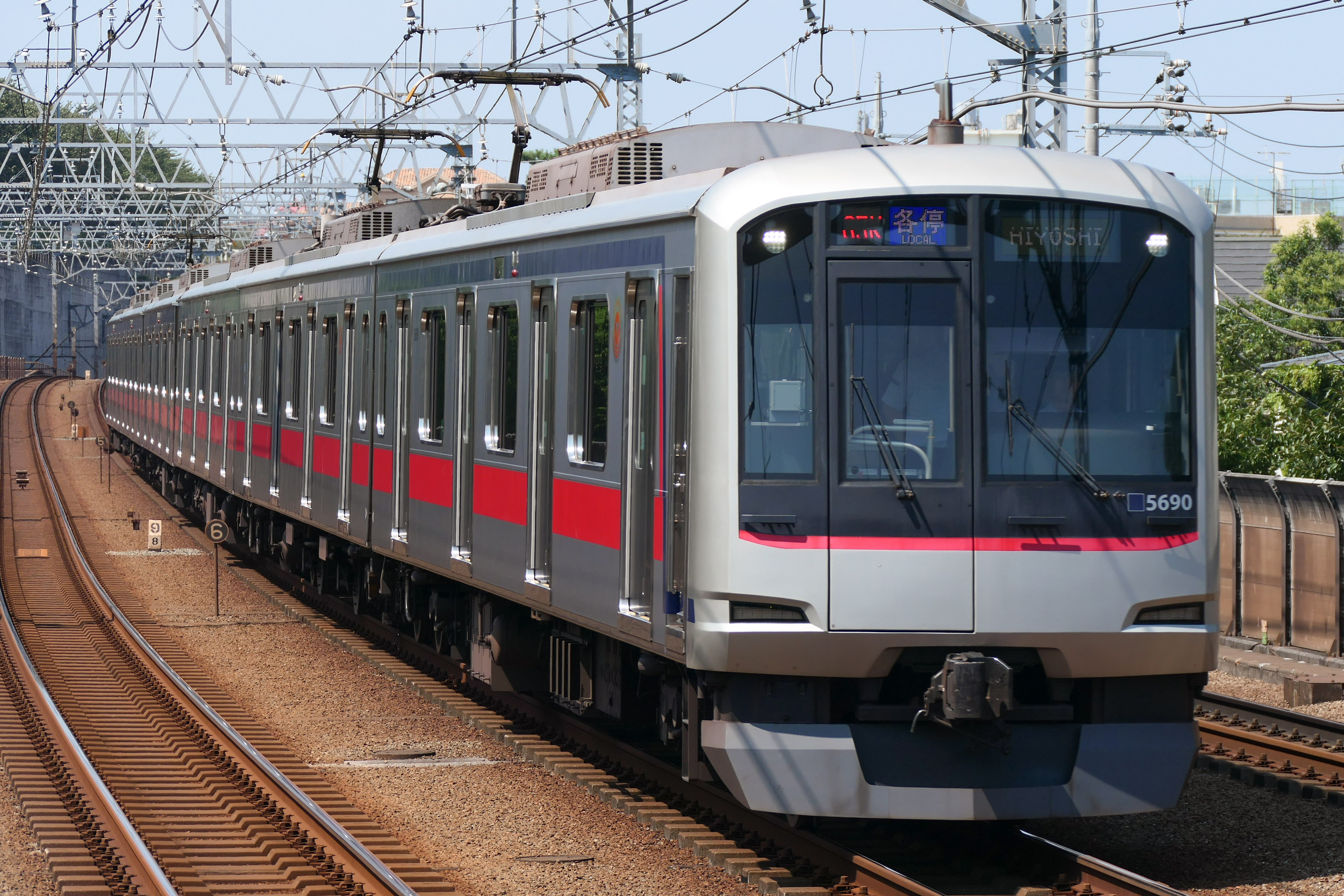
Tōkyū série 5080
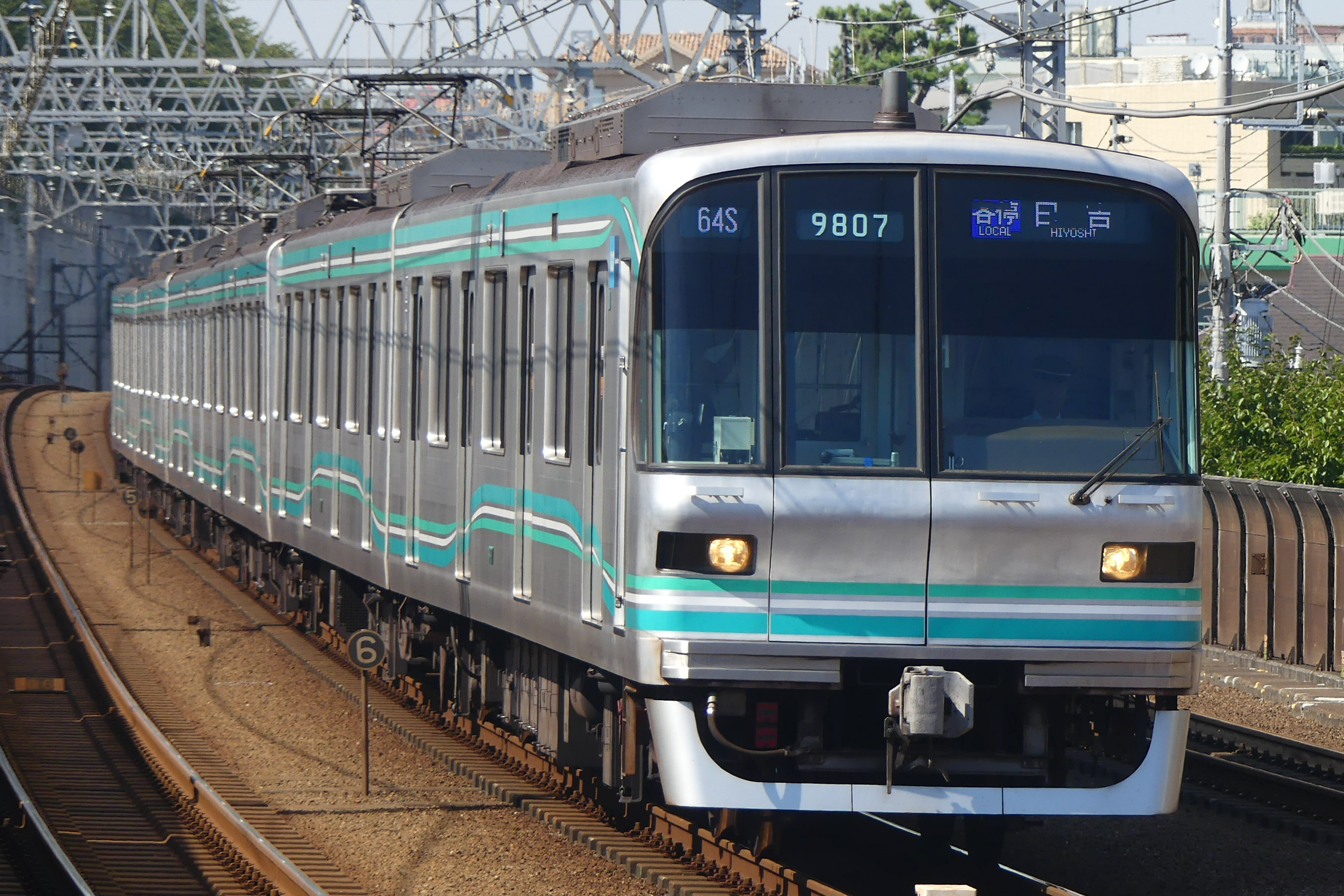
Tokyo Metro série 9000
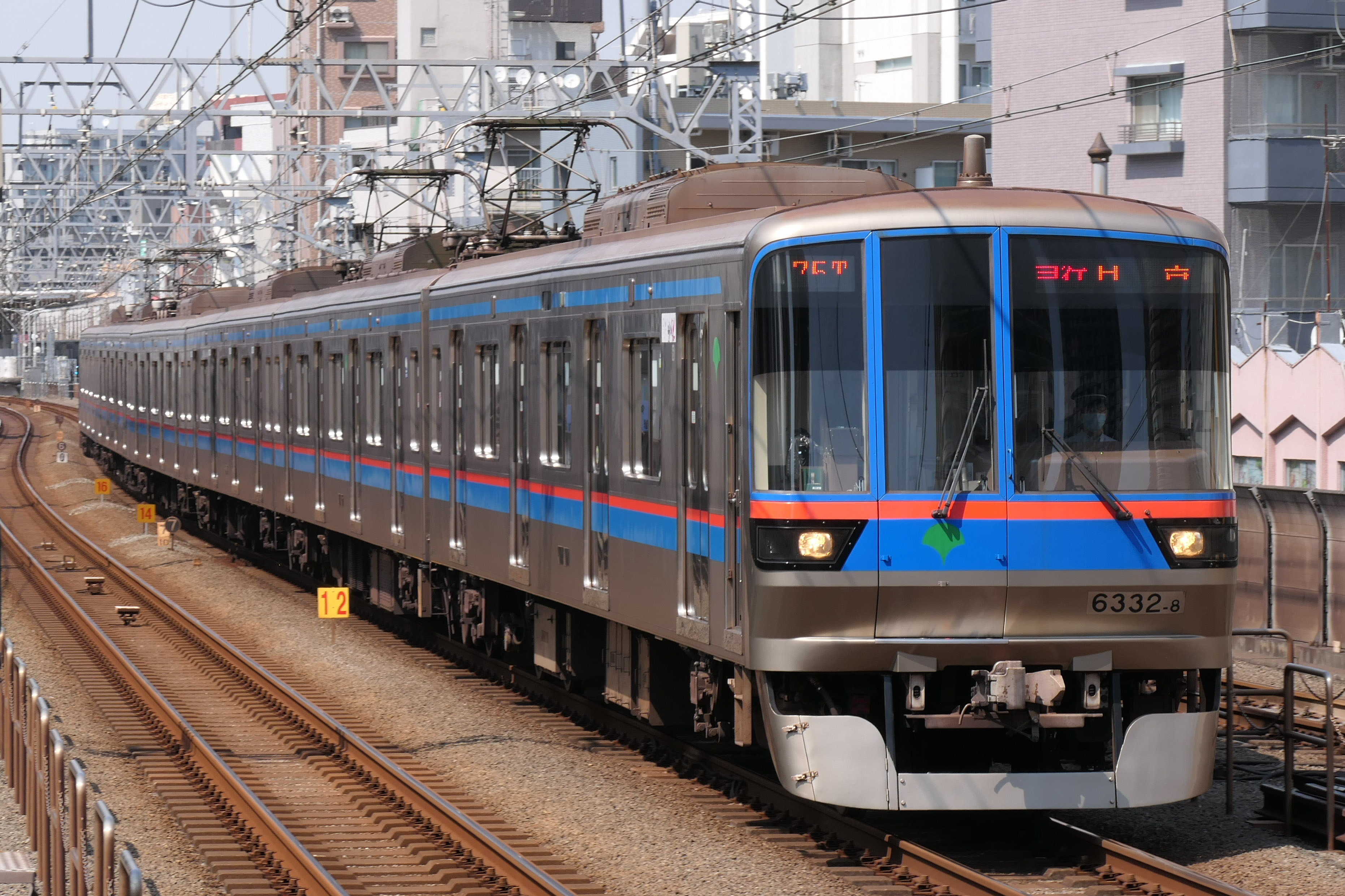
Toei série 6300
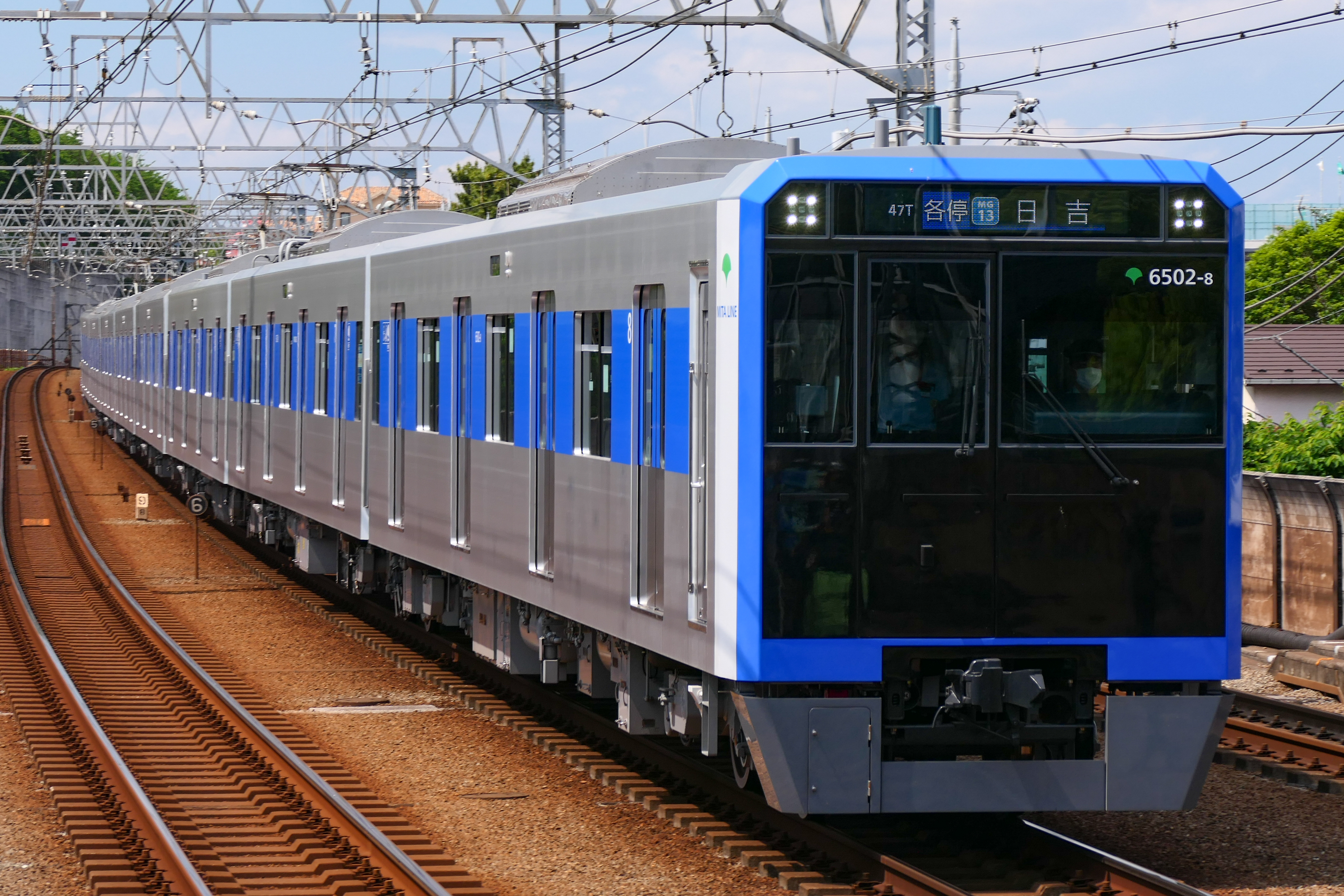
Toei série 6500
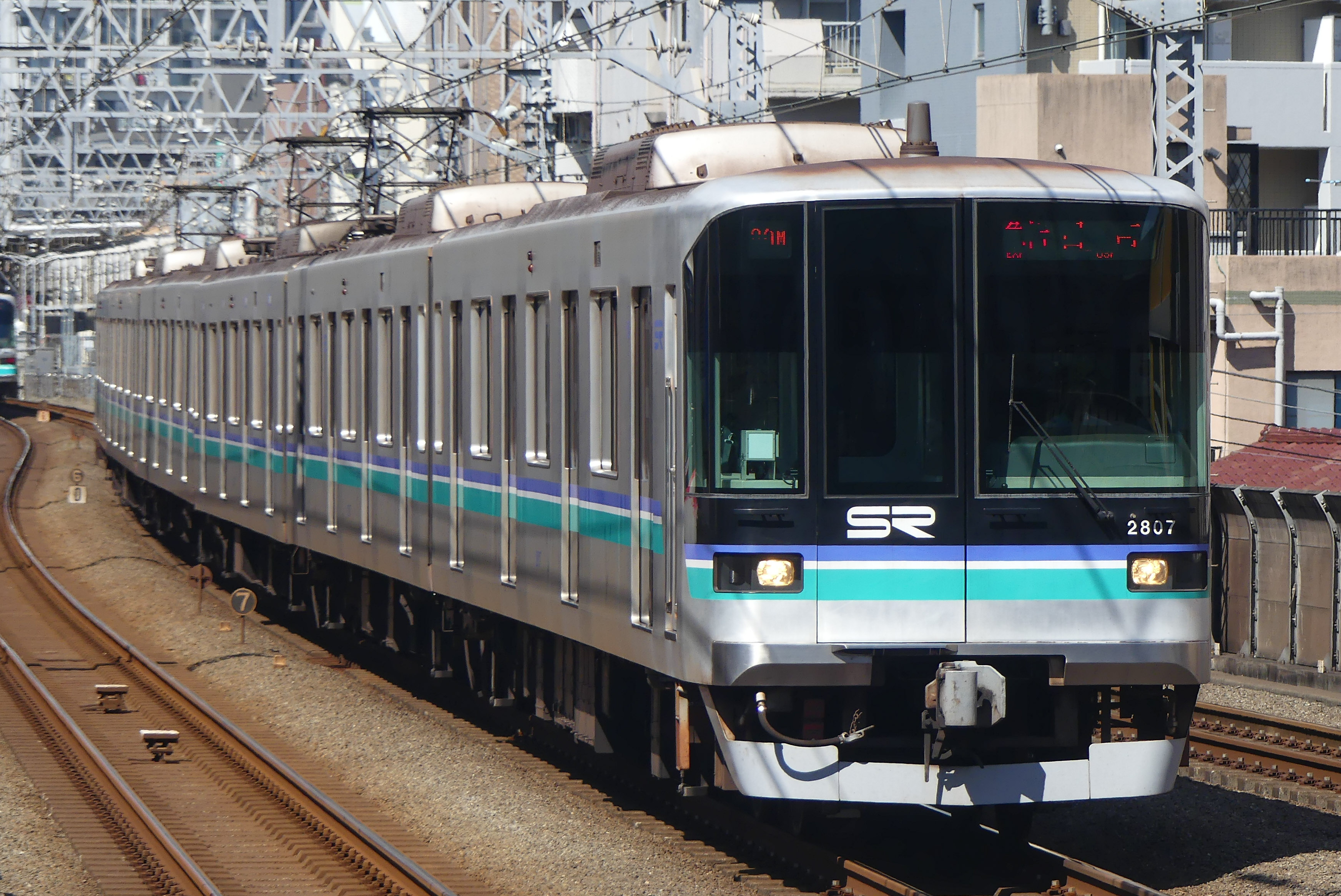
Saitama Rapid Railway série 2000
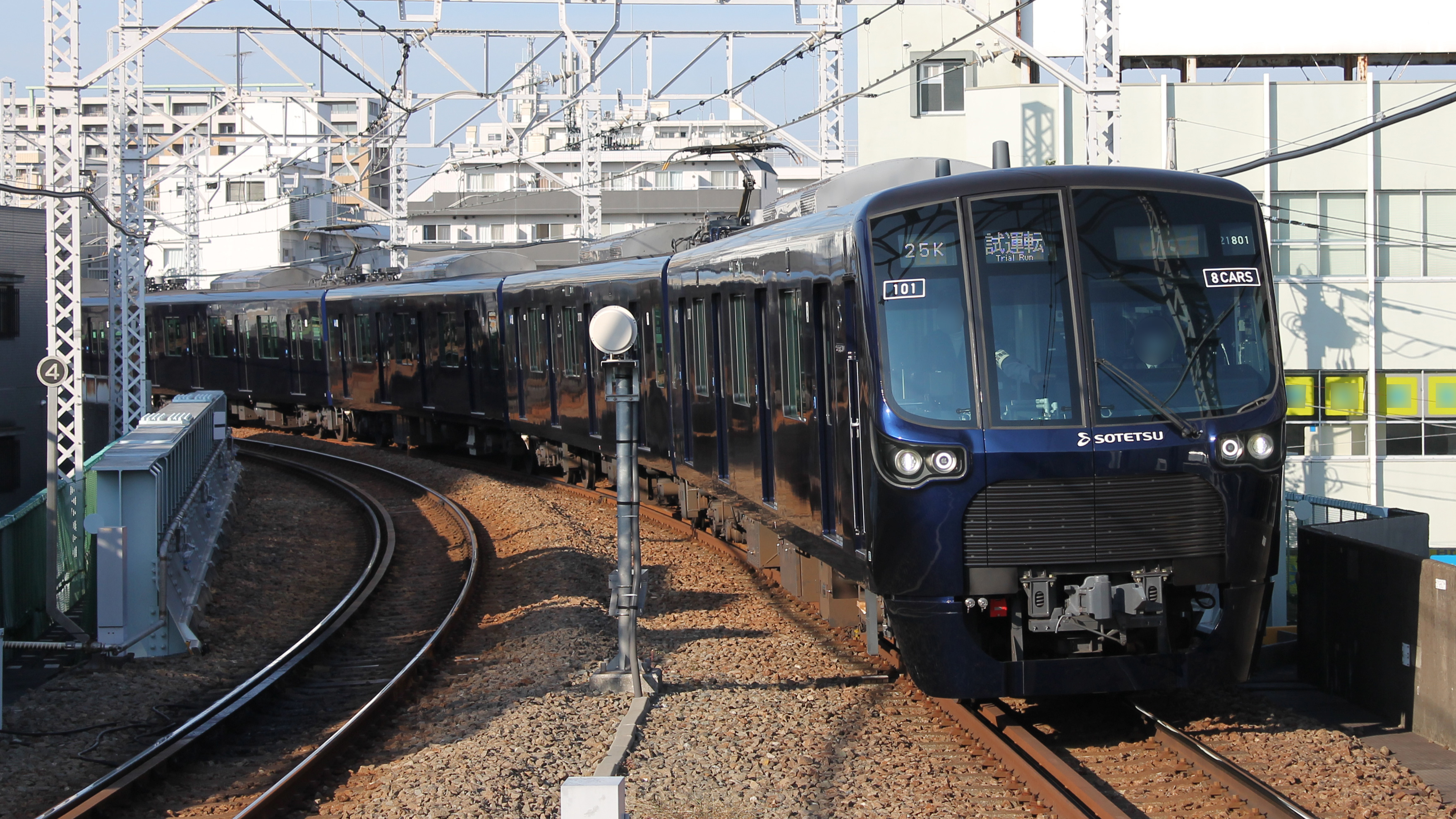
Sōtetsu série 21000